# Moniack Mhor
Moniack Mhor és un centre d'escriptura creativa a Escòcia. Ubicat a les Terres altes escoceses, Moniack Mhor es troba a catorze milles d'Inverness. El centre és una organització benèfica registrada i compta amb el suport de Creative Scotland.
El centre disposa d'espais per fer residències d'escriptura des dels seus inicis. El centre també gestiona un programa de divulgació sobre l'escriptura creativa.
L'any 1999 el centre va tancar temporalment, i el 2015 el centre es va convertir en una organització independent.